# Emilia Vătășoiu
Emilia Vătășoiu   (Câineni, 20 d'octubre de 1933), de casada Liță, és una gimnasta artística romanesa, ja retirada, que va competir durant les dècades de 1950 i 1960.
El 1956 va prendre part en els Jocs Olímpics d'Estiu de Melbourne, on disputà les set proves del programa de gimnàstica. Guanyà la medalla de bronze en la competició del concurs complet per equips, mentre en la del concurs per aparells per equips fou cinquena. En les altres proves finalitzà en posicions més endarrerides. Quatre anys més tard, als Jocs de Roma, tornà a guanyar la medalla de bronze en la competició del concurs complet per equips, mentre en les altres proves finalitzà en posicions més endarrerides. El 1964, a Tòquio, disputà els seus tercers i darrers Jocs Olímpics. Destaca la sisena posició en el concurs complet per equips,
En el seu palmarès també destaca una medalla de bronze al Campionat del Món de gimnàstica artística de 1958.
Una vegada retirada va ser entrenadora i àrbitre internacional de gimnàstica.